# Weronika Marczuk
Weronika Olena Marczuk primo voto Pazura, właśc. Ołena Marczuk (ukr. Олена Марчук; ur. 28 listopada 1971 w Kijowie) – polska producentka filmowa pochodzenia ukraińskiego, prawniczka, aktorka, autorka książek, działaczka społeczna i osobowość telewizyjna. Od 2006 roku jest aktywną Prezeską Stowarzyszenia Przyjaciół Ukrainy oraz od 2024 roku pełni funkcję Przedstawiciela Rzecznika Praw Obywatelskich Ukrainy. 

## Życiorys

### Wczesne lata i edukacja
Urodziła się i wychowała w Kijowie, jest córką Michała i Niny Marczuków. Jej ojciec pracował jako kierowca, a matka była szefową biura paszportowego. Miała również o trzy lata młodszą siostrę Innę, która zmarła niecały rok po urodzeniu.
W młodości ukończyła szkołę muzyczną oraz uczęszczała na zajęcia z pantomimy i tańca. W latach 1989–1991 pracowała jako organizatorka zajęć polekcyjnych w szkole nr 224 miasta Kijowa i studiowała chemię i biologię na Uniwersytecie Pedagogicznym. W wieku 20 lat przyjechała do Polski do pracy, nie znając języka polskiego. Przez rok pracowała jako tancerka rewiowa w hotelach Marina, Gdynia, Posejdon i Heweliusz oraz studiowała handel zagraniczny w studium ekonomicznym w Sopocie.
Ukończyła prawo i administrację na Uniwersytecie Warszawskim oraz aplikację radcowską. W latach 2006–2008 zdobyła dyplom MBA w Business Center Club. Prowadziła kancelarię radców prawnych Anvero, specjalizującą się w prawie autorskim i prasowym.

### Kariera
Jest współwłaścicielką firmy producenckiej Sting Communication i członkinią Polskiej Akademii Filmowej. Była jedną z pomysłodawczyń oraz dyrektor zarządzającą Stowarzyszenia Aktorów Filmowych i Telewizyjnych SAFT (2002–2008).
Od założenia do 2007 była wiceprezeską Fundacji Art. Sport, sprawującej pieczę nad piłkarską Reprezentacją Artystów Polskich.
Od października 2006 pełni funkcję prezeski Towarzystwa Przyjaciół Ukrainy TPU w Polsce.
W latach 2007–2009 zasiadała w jury czterech pierwszych edycji programu TVN You Can Dance – Po prostu tańcz. W latach 2008–2009 współprowadziła talk-show TVN Style Miasto kobiet. 
Decyzją Rady Nadzorczej WSEInfoEngine SA, spółki zależnej Giełdy Papierów Wartościowych w Warszawie, 1 lipca 2009 została powołana na stanowisko prezesa zarządu WSEInfoEngine S.A.. 25 września 2009 została odwołana ze stanowiska w związku z zatrzymaniem jej przez Centralne Biuro Antykorupcyjne. Szczegóły zatrzymania opisała w książce pt. Chcę być jak agent (2010).
W czerwcu 2011 w Iławie odbyła się pierwsza edycja międzynarodowego festiwalu „Sąsiedzi przy stole”, którego była pomysłodawczynią i dyrektor artystyczną.
W 2011 w parze z Janem Klimentem zajęła trzecie miejsce w 13. edycji programu rozrywkowego TVN Taniec z gwiazdami. W marcu 2012 zwyciężyła w parze z Rafałem Maserakiem w finale Tanecznego Turnieju Gwiazd „Elixa 2012”. 29 kwietnia 2012 na Stadionie Narodowym w Warszawie odbył się Wielki Mecz Gwiazd Obu Narodów Polska-Ukraina, który współorganizowała z Towarzystwem Przyjaciół Ukrainy. Dochód z biletów był przeznaczony na pomoc domu dziecka nr 1 w Warszawie i domu dziecka MALIATKO na Ukrainie.
W 2013 wyprodukowała nowoczesny spektakl taneczny pt. „I Move You” w reż. Macieja Zakliczyńskiego; spektakl miał premierę w Teatrze Dramatycznym im. Aleksandra Węgierki w Białymstoku i był grany w Polsce, m.in. w Teatrze Buffo. Również w 2013 założyła organizację „White Ribbon Ukraine” oraz przeprowadziła pierwszą na Ukrainie dużą kampanię społeczną przeciwko przemocy wobec kobiet pt. Lubysz, nie byj!. W 2014 bezskutecznie ubiegała się w wyborach do Parlamentu Europejskiego o mandat w okręgu łódzkim, startując z pierwszego miejsca na liście komitetu wyborczego Sojusz Lewicy Demokratycznej – Unia Pracy i uzyskując 14 572 głosy.
W latach 2015–2016 była organizatorką serii wystaw „Genotyp wolności” Ivana Marczuka, umieszczonego przez „Daily Telegraph” w setce żyjących geniuszy świata. Pierwsza wystawa odbyła się w Galerii Kordegarda w Warszawie z udziałem Ministrów Kultury obu krajów, kolejne zorganizowano w Galerii NCK w Krakowie i Muzeum w Żyrardowie.
W 2016 została zaproszona do Kijowa wraz z ekipą polskich menedżerów do kierowania państwowymi ukraińskimi kolejami Ukrzaliznycia, gdzie pracowała na stanowisku Dyrektora Zarządu przez dwa lata. Również w 2016 została prezeską i współzałożycielką kobiecej organizacji pozarządowej w Kijowie „Międzynarodowa Ambasada Przedsiębiorczości Kobiet”. W 2018 rozpoczęła pracę w Polsko-Ukraińskiej Izbie Gospodarczej jako Dyrektor Zarządzająca spółki zależnej Polish Business Center w Kijowie. Od 2019 jest pełnomocniczką PUIG ds. Rynku Ukraińskiego oraz członkinią Rady Izby.
W latach 2016–2019 Weronika Marczuk zasiadała w radzie nadzorczej ukraińskiego Express Banku, współuczestnicząc w nadzorze nad strategicznym zarządzaniem instytucją finansową.
W 2018 roku pełniła funkcję producentki kreatywnej ukraińskiego filmu familijnego  „December Tale” („Przygody Świętego Mikołaja”), który spotkał się z pozytywnym odbiorem publiczności i krytyków.
W 2020 napisała drugą książkę pt. Walka o macierzyństwo.
W 2021 roku Weronika Marczuk wydała  książkę pt. „O!Ukraїna” – album zawierający 30 historii o współczesnej Ukrainie, wzbogacony o tradycyjne ukraińskie przepisy kulinarne. Publikacja ta ma na celu promowanie dialogu międzykulturowego między Polską a Ukrainą i stała się de facto ostatnim wydaniem tego typu przed wojną. 
Weronika Marczuk pełniła funkcję kierownika produkcji oraz producentki w impresji dokumentalnej „Duchy Wojny”, która opowiada o losach ukraińskich rodzin uciekających przed rosyjską inwazją. Film miał swoją prapremierę 12 marca 2025 roku w Białymstoku.
12 kwietnia 2025 roku wystąpiła w roli inicjatorki i głównej organizatorki wystawy „Epic Reality” ukraińskiego artysty Ivana Marchuka. W ramach tego wydarzenia odbyła prywatną audiencję u papieża Franciszka ostatniego dnia jego urzędowania przed chorobą.
Od marca 2025 roku Weronika Marczuk jest autorką i prowadzącą programu telewizyjnego w TVP  „Odbudowa z Weroniką Marczuk” redakcja ukraińska SlawaTV. Program gospodarczo-ekonomiczny,  poświęcony tematyce odbudowy Ukrainy oraz współpracy z  Polską i Europą. Emitowany na paśmie BELSAT oraz w YouTube.

### Zatrzymanie przez CBA
23 września 2009 została zatrzymana przez funkcjonariuszy CBA w związku z domniemanym przyjęciem stu tysięcy złotych łapówki i planowanym przyjęciem kolejnych 300 tys. złotych w zamian za pomoc w ustawieniu planowanej prywatyzacji Wydawnictwa Naukowo-Technicznego. 26 września 2009 po wpłacie 600 tys. zł kaucji do Sądu Okręgowego opuściła areszt. Kaucja została zmniejszona do 100 tys. zł. 19 października wystąpiła w programie Teraz my!, przedstawiając swoją wersję wydarzeń w sprawie zatrzymania przez CBA. Szczegóły zatrzymania opisała także w książce Chcę być jak agent wydanej w 2010. 10 stycznia 2011 RMF FM podało, że prokuratura oczyściła ją z zarzutu płatnej protekcji. 21 stycznia umorzono przeciwko niej śledztwo z braku przesłanek czynu zabronionego. Na podstawie materiałów ze śledztwa został skierowany wniosek o postawienie zarzutów przeciwko agentowi Tomaszowi Kaczmarkowi oraz innym funkcjonariuszom CBA, zamieszanym w tę aferę.
W 2020 Tomasz Kaczmarek w wywiadzie dla serwisu Onet.pl przeprosił ją i swoje inne ofiary za nierzetelne i niezgodne z prawem postępowanie.

### Życie prywatne
W latach 1993–1995 jej pierwszym mężem był Bartosz Nowopolski. W 1995 wzięła ślub cywilny z aktorem Cezarym Pazurą, którego poznała w Sopocie w 1994. W 2003 odbył się ich ślub kościelny. W 2007 rozwiedli się. Pod koniec 2009 roku wróciła na prośbę byłego męża do nazwiska panieńskiego, rezygnując z drugiego (Pazura). Później była związana m.in. z Maciejem Gołyźniakiem.
17 stycznia 2020 urodziła córkę, Annę, której ojcem jest Polak, z którym jest w związku od 2012.

## Filmy i telewizja

### Producent
- 2023: Pisać – film współreżyserowany przez Agnieszkę Korytkowską i Annę Hatłas, miał swoją światową premierę w 2023 roku. Weronika Marczuk produkowała film z ramienia Sting Communication Sp. z o.o. Film miał swoją światową premierę podczas Festiwalu Filmowego Nowe Horyzonty 2023.
- od 2012: I move you – spektakl taneczny, którego premiera miała miejsce w Teatrze Dramatycznym w Białymstoku. Od października 2013 można go oglądać w Teatrze Buffo.
- od 2008: Atelier Smaku – program kulinarny z kuchnią wegetariańską dla Kuchnia.tv
- 2005–2007: Faceci do wzięcia – serial TVP – 72 odcinki
- 2006: Wstyd – film fabularny w reżyserii Piotra Matwiejczyka, nagrodzony na Festiwalu Era Nowe Horyzonty w kategorii najlepszy film polski
- 2003–2005: Czego się boją faceci, czyli seks w mniejszym mieście
- 2003: Nienasycenie – film fabularny w reżyserii Wiktora Grodeckiego; nagrody na festiwalu w Kijowie dla najlepszego aktora pierwszego planu oraz w USA przez Screen Actors Guilds Awards dla najlepszego reżysera, nominacje za najlepsze kostiumy i muzykę (Leszek Możdżer) w konkursie Orły Polskie Nagrody Filmowe[46].
- 1999: Wszyscy moi bliscy

### Programy telewizyjne
- 2011: Taniec z gwiazdami jako uczestniczka (3. miejsce)
- 2009: Dzień dobry TVN jako reportażystka
- 2009: Teraz my! jako gość
- 2008–2009: Miasto kobiet jako współprowadząca
- 2007–2009: You Can Dance – Po prostu tańcz jako jurorka

### Aktorka
- 2009: Niania jako Wielka Gwiazda, Weronika Marczuk-Pazura (gościnnie)
- 2003: Nienasycenie jako Persy
- 2003–2005: Czego się boją faceci, czyli seks w mniejszym mieście (gościnnie)
- 2001–2003: Plebania jako Wiera Dawidziuk

## Publikacje
- 2010: Chcę Być jak Agent – autorka książki
- 2011: Naszym celem jest wygranie Euro 2012 – prowadząca wywiad[47]
- 2020: Walka o Macierzyństwo – autorka książki
- 2021: O!Ukraїna – autorka książki